# Dassault nEUROn
Dassault nEUROn je eksperimentalno podzvočno stealth brezpilotno bojno letalo (UCAV), ki ga razvijajo evropske države pod vodstom francoskega Dassault Aviation. Sprva je bil projekt znan kot "AVE Grand Duc". V projektu sodelujejo švedski Saab, grški EAB, švicarski RUAG Aerospace, španska CASA, italijanska Alenia Aeronautica in vodja projekta Dassault.
nEUROn uporablja konfiguracijo leteče krilo, poganja ga en turboventilatorski motor Rolls-Royce Turbomeca Adour. Na proizvodnih verzijah se bo uporabljal precej močnejši Snecma M88 (od lovca Dassault Rafale)
nEUROn naj bi konkuriral ameriškim Boeing Phantom Ray, Boeing X-45, Northrop Grumman X-47A Pegasus in Northrop Grumman X-47B

## Specifikacije
- Posadka: 0
- Dolžina: 9,5 m (31 ft 2 in)
- Razpon kril: 12,5 m (41 ft 0 in)
- Prazna teža: 4.900 kg (10803 lb)
- Gros teža: 7.000 kg (15432 lb)
- Motor: 1 × Rolls-Royce/Turboméca Adour / Snecma M88, 40 kN (8992 lbf) potiska

- Maks. hitrost: 980 km/h
- Višina leta (servisna): 14.000 m (45900 ft)
- Orožje: 2 x 226 kg vodeni bombi